# Pluchea carolinensis
Pluchea carolinensis là một loài thực vật có hoa trong họ Cúc. Loài này được (Jacq.) G.Don miêu tả khoa học đầu tiên năm 1839.